# Оболицко-2
Оболицко-2 — деревня в Шимском районе Новгородской области в составе Подгощского сельского поселения.

## География
Находится в западной части Новгородской области на расстоянии приблизительно 15 км на юг-юго-запад по прямой от районного центра поселка Шимск.

## История
На карте 1847 года уже была обозначена как сельцо Оболицко. Позднее сельцо разделилось. В 1909 году здесь (деревня Оболицко II Старорусского уезда Новгородской губернии) был учтен 21 двор.

## Население
Численность населения: 168 человек (1909 год), 6 (русские 100 %) в 2002 году, 6 в 2010.